# Campeonato Mundial de Halterofilismo de 2018 - Até 81 kg feminino
A categoria até 81 kg feminino foi um evento do Campeonato Mundial de Halterofilismo de 2018, disputado na Arena de Halterofilismo de Asgabade, em Asgabade, no Turquemenistão, no dia 8 de novembro de 2018. 

## Calendário
Horário local (UTC+5)
| Dia           | Horário | Fase    |
| ------------- | ------- | ------- |
| 8 de novembro | 14:25   | Grupo B |
| 8 de novembro | 17:25   | Grupo A |

## Medalhistas
| Evento    | Ouro                 | Ouro   | Prata                       | Prata  | Bronze               | Bronze |
| --------- | -------------------- | ------ | --------------------------- | ------ | -------------------- | ------ |
| Arranque  | Lidia Valentín (ESP) | 113 kg | Raushan Meshitkhanova (KAZ) | 108 kg | Darya Naumava (BLR)  | 108 kg |
| Arremesso | Darya Naumava (BLR)  | 137 kg | Tamara Salazar (ECU)        | 137 kg | Lidia Valentín (ESP) | 136 kg |
| Total     | Lidia Valentín (ESP) | 249 kg | Darya Naumava (BLR)         | 245 kg | Tamara Salazar (ECU) | 242 kg |

## Recordes
Antes desta competição, o recorde mundial da prova era o seguinte:
| Recorde         | Tipo      | Atleta         | Peso   | Local | Data                  |
| Recorde Mundial | Arranque  | Padrão mundial | 127 kg |       | 1 de novembro de 2018 |
| Recorde Mundial | Arremesso | Padrão mundial | 158 kg |       | 1 de novembro de 2018 |
| Recorde Mundial | Total     | Padrão mundial | 283 kg |       | 1 de novembro de 2018 |

## Resultado
Os resultados foram os seguintes. 
| Pos.              | Atleta                         | Grupo | Arranque (kg) | Arranque (kg) | Arranque (kg) | Arranque (kg)     | Arremesso (kg) | Arremesso (kg) | Arremesso (kg) | Arremesso (kg)    | Total |
| Pos.              | Atleta                         | Grupo | 1             | 2             | 3             | Resultado         | 1              | 2              | 3              | Resultado         | Total |
| ----------------- | ------------------------------ | ----- | ------------- | ------------- | ------------- | ----------------- | -------------- | -------------- | -------------- | ----------------- | ----- |
| Medalha de ouro   | Lidia Valentín (ESP)           | A     | 108           | 110           | 113           | Medalha de ouro   | 130            | 136            | 136            | Medalha de bronze | 249   |
| Medalha de prata  | Darya Naumava (BLR)            | A     | 100           | 105           | 108           | Medalha de bronze | 130            | 135            | 137            | Medalha de ouro   | 245   |
| Medalha de bronze | Tamara Salazar (ECU)           | A     | 101           | 105           | 107           | 5                 | 133            | 136            | 137            | Medalha de prata  | 242   |
| 4                 | Jenny Arthur (USA)             | A     | 102           | 104           | 106           | 4                 | 130            | 135            | 138            | 4                 | 241   |
| 5                 | Dayana Chirinos (VEN)          | A     | 100           | 104           | 104           | 8                 | 125            | 131            | 134            | 5                 | 231   |
| 6                 | Iryna Dekha (UKR)              | A     | 98            | 101           | 103           | 6                 | 117            | 121            | 123            | 10                | 226   |
| 7                 | Anacarmen Torres (MEX)         | A     | 93            | 96            | 99            | 15                | 125            | 130            | 134            | 6                 | 226   |
| 8                 | Alejandra Garza (MEX)          | A     | 95            | 98            | 100           | 14                | 124            | 127            | 127            | 7                 | 225   |
| 9                 | Raushan Meshitkhanova (KAZ)    | B     | 100           | 105           | 108           | Medalha de prata  | 115            | 115            | 120            | 16                | 223   |
| 10                | Mun Min-hee (KOR)              | A     | 100           | 105           | 109           | 9                 | 115            | 116            | 123            | 9                 | 223   |
| 11                | Siriyakorn Khaipandung (THA)   | A     | 97            | 101           | 103           | 7                 | 117            | 120            | 123            | 13                | 221   |
| 12                | Anna Van Bellinghen (BEL)      | B     | 98            | 98            | 102           | 11                | 117            | 120            | 122            | 11                | 220   |
| 13                | Aýsoltan Toýçyýewa (TKM)       | B     | 91            | 95            | 98            | 13                | 118            | 121            | 121            | 12                | 219   |
| 14                | Tursunoy Jabborova (UZB)       | A     | 93            | 96            | 99            | 10                | 115            | 119            | 122            | 15                | 218   |
| 15                | Elena Cîlcic (MDA)             | B     | 90            | 95            | 98            | 12                | 114            | 119            | 122            | 14                | 217   |
| 16                | Dilara Narin (TUR)             | B     | 90            | 93            | 96            | 16                | 115            | 123            | 128            | 8                 | 216   |
| 17                | Ecaterina Tretiacova (MDA)     | B     | 87            | 91            | 93            | 17                | 107            | 111            | 114            | 17                | 207   |
| 18                | Dilara Uçan (TUR)              | B     | 80            | 83            | 84            | 18                | 100            | 103            | 106            | 18                | 190   |
| 19                | Erdenebatyn Bilegsaikhan (MGL) | B     | 83            | 86            | 86            | 19                | 99             | 103            | 105            | 19                | 188   |
| 20                | Michaela Skleničková (CZE)     | B     | 77            | 80            | 83            | 21                | 98             | 102            | 105            | 20                | 185   |
| 21                | Rayen Cupid (VIN)              | B     | 83            | 86            | 86            | 20                | 101            | 101            | 101            | 21                | 184   |
| —                 | Tatev Hakobyan (ARM)           | A     | 104           | 104           | 104           | —                 | —              | —              | —              | —                 | —     |